# Гедера
Гедера (ивр. גדרה‎) — посёлок городского типа (мошава) в Центральном округе, находится в 30 км к югу от Тель-Авива и в 8 км к югу от Реховота. Основан в декабре 1884 года группой халуцим, членов движения Билу. Получил статус местного совета в 1949 году.
В Гедере были несколько удачных волн репатриации с быстрой адаптацией репатриантов, что очень помогло развитию посёлка.
До Первой мировой войны в Гедеру репатриировались выходцы из Йемена, но основной рост населения начался после создания Израиля.
В последние несколько лет[когда?] Гедера переживает строительный бум, строятся новые районы в восточной части посёлка.

## Население
По данным Центрального статистического бюро Израиля, население на начало 2020 года составляло 28 313 человек.

## Спорт
В городе базируется клуб Хапоэль Гедера. 

## Галерея

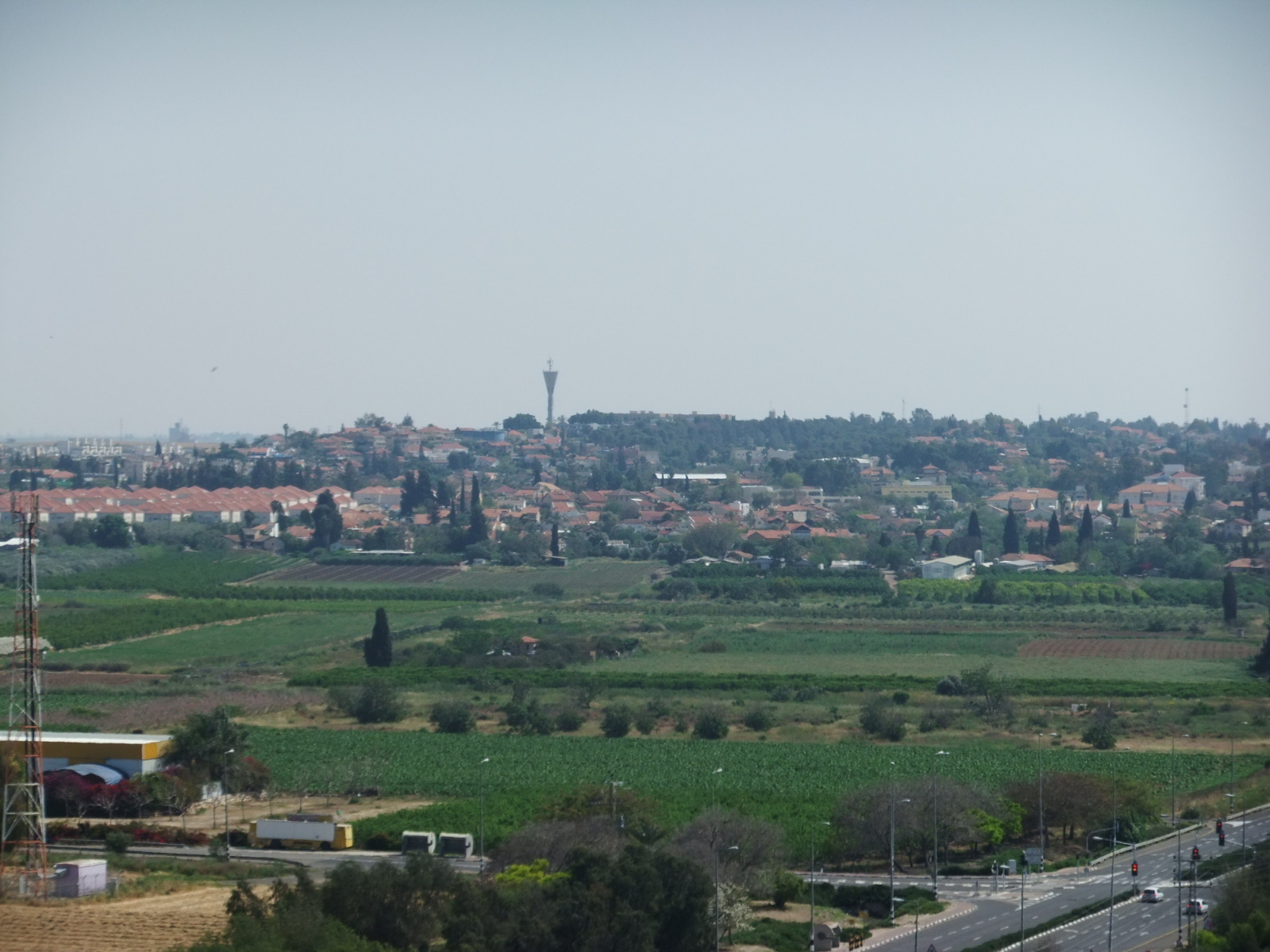
Общий вид города
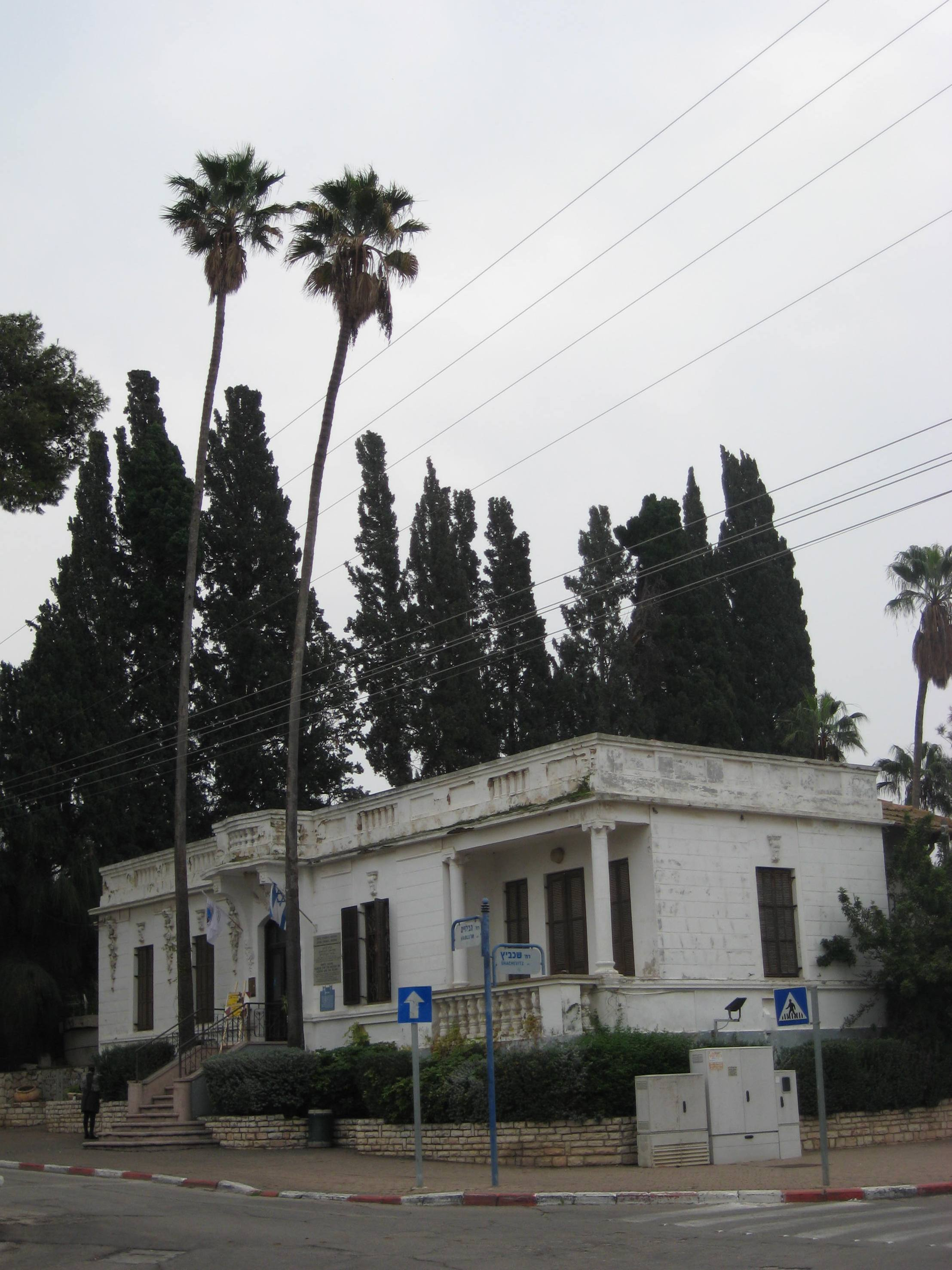
Музей истории Гедеры и организации Билу
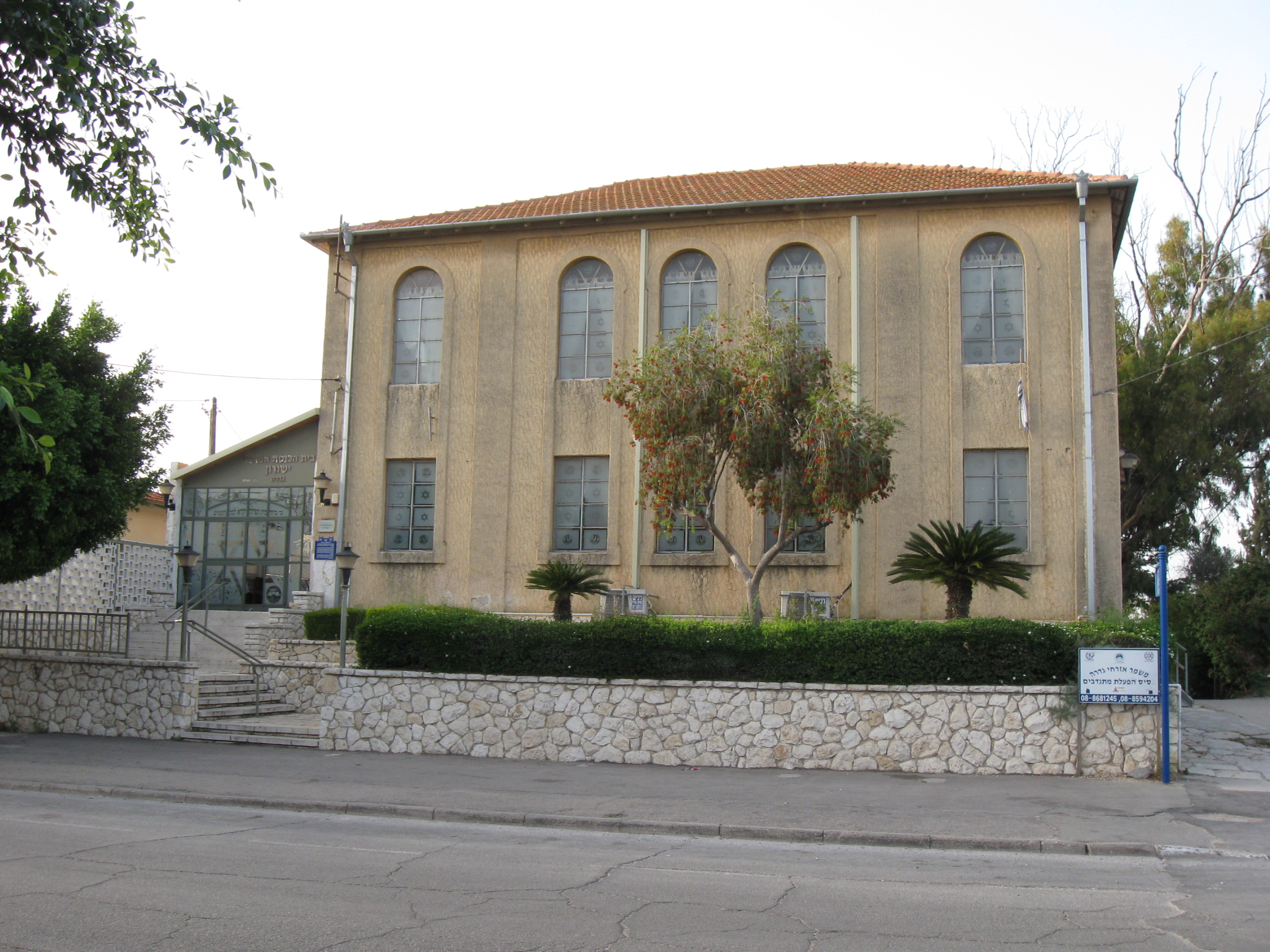
Центральная синагога Йешурун
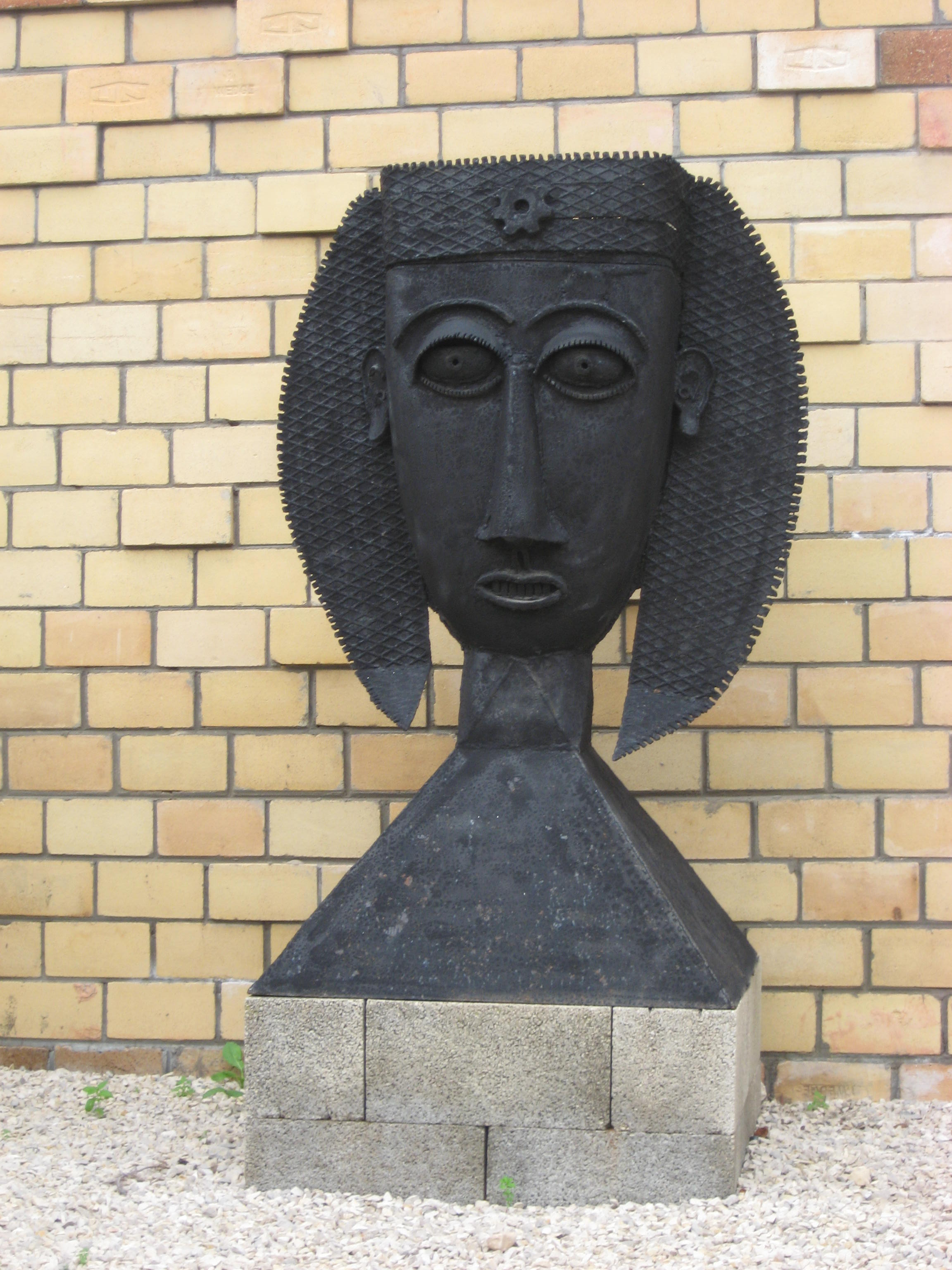
Скульптура Йомы Сегева на улице Шхевич